# Селлими, Адель
Адель Селлими́ (араб. عادل السليمي‎; 16 ноября 1972, Махдия, Тунис) — тунисский футболист, нападающий. Впоследствии тренер, в настоящее время — помощник главного тренера сборной Туниса Мондера Кебайера. Младший брат футболиста Самира Селлими.

## Карьера
Начинал футбольную карьеру в команде «Клуб Африкэн» из своего родного города, выиграл с ней чемпионат Туниса (1991/92, 1995/96), кубок Туниса (1991/92), Африканский Кубок чемпионов 1991, Афро-Азиатский клубный чемпионат (1992), Арабский кубок обладателей кубков по футболу (1995/96). После впечатляющих выступлений на Кубке африканских наций 1996 года и Олимпийских играх в Атланте Адель перешёл в «Нант», где не смог себя проявить в должной мере и покинул команду после первого сезона, перейдя в клуб-аутсайдер второй испанской лиги «Реал Хаэн». Проведя успешный сезон в Испании, Адель принял приглашение немецкого «Фрайбурга». В Бундеслиге он провёл три сезона, сыграв 108 матчей и забив 27 мячей. В 2002 Адель Селлими принял участие в чемпионате мира 2002, после которого завершил карьеру в сборной и вернулся на африканский континент, в свою первую команду «Клуб Африкэн».